# Bialski Klub Sportowy 2013-2014
Questa voce raccoglie le informazioni riguardanti il Bialski Klub Sportowy nelle competizioni ufficiali della stagione 2013-2014.

## Organigramma societario
Area direttiva
- Presidente: Czesław Świstak

Area tecnica
- Allenatore: Mirosław Zawieracz

## Rosa
| N° | Nome                  | Ruolo | Data di nascita  | Nazionalità sportiva |
| -- | --------------------- | ----- | ---------------- | -------------------- |
| 1  | Danijela Nikić        | C     | 6 febbraio 1987  | Serbia               |
| 2  | Helena Horká          | S/O   | 15 giugno 1981   | Rep. Ceca            |
| 3  | Mariola Barszcz       | L     | 4 gennaio 1980   | Polonia              |
| 5  | Laura Tomsia          | S/O   | 19 ottobre 1992  | Polonia              |
| 6  | Małgorzata Lis        | C     | 14 aprile 1981   | Polonia              |
| 7  | Paulina Stroiwąs      | C     | 17 maggio 1994   | Polonia              |
| 8  | Monika Czypiruk       | S     | 27 luglio 1982   | Polonia              |
| 9  | Karolina Ciaszkiewicz | S     | 7 settembre 1979 | Polonia              |
| 10 | Sylwia Pelc           | C     | 30 novembre 1990 | Polonia              |
| 11 | Marta Szymańska       | P     | 26 febbraio 1986 | Polonia              |
| 12 | Aleksandra Trojan     | C     | 6 giugno 1991    | Polonia              |
| 13 | Natalia Strózik       | S     | 23 agosto 1995   | Polonia              |
| 14 | Heike Beier           | S     | 9 dicembre 1983  | Germania             |
| 16 | Dorota Wilk           | P     | 28 aprile 1988   | Polonia              |
| 17 | Joanna Prokop         | S     | 27 gennaio 1994  | Polonia              |
| 18 | Koleta Łyszkiewicz    | S     | 22 gennaio 1993  | Polonia              |